# Kembangkuning (Pituruh)
Kembangkuning is een bestuurslaag in het regentschap Purworejo van de provincie Midden-Java, Indonesië. Kembangkuning telt 342 inwoners (volkstelling 2010).